# Wohnhaus Hemmer Straße 6

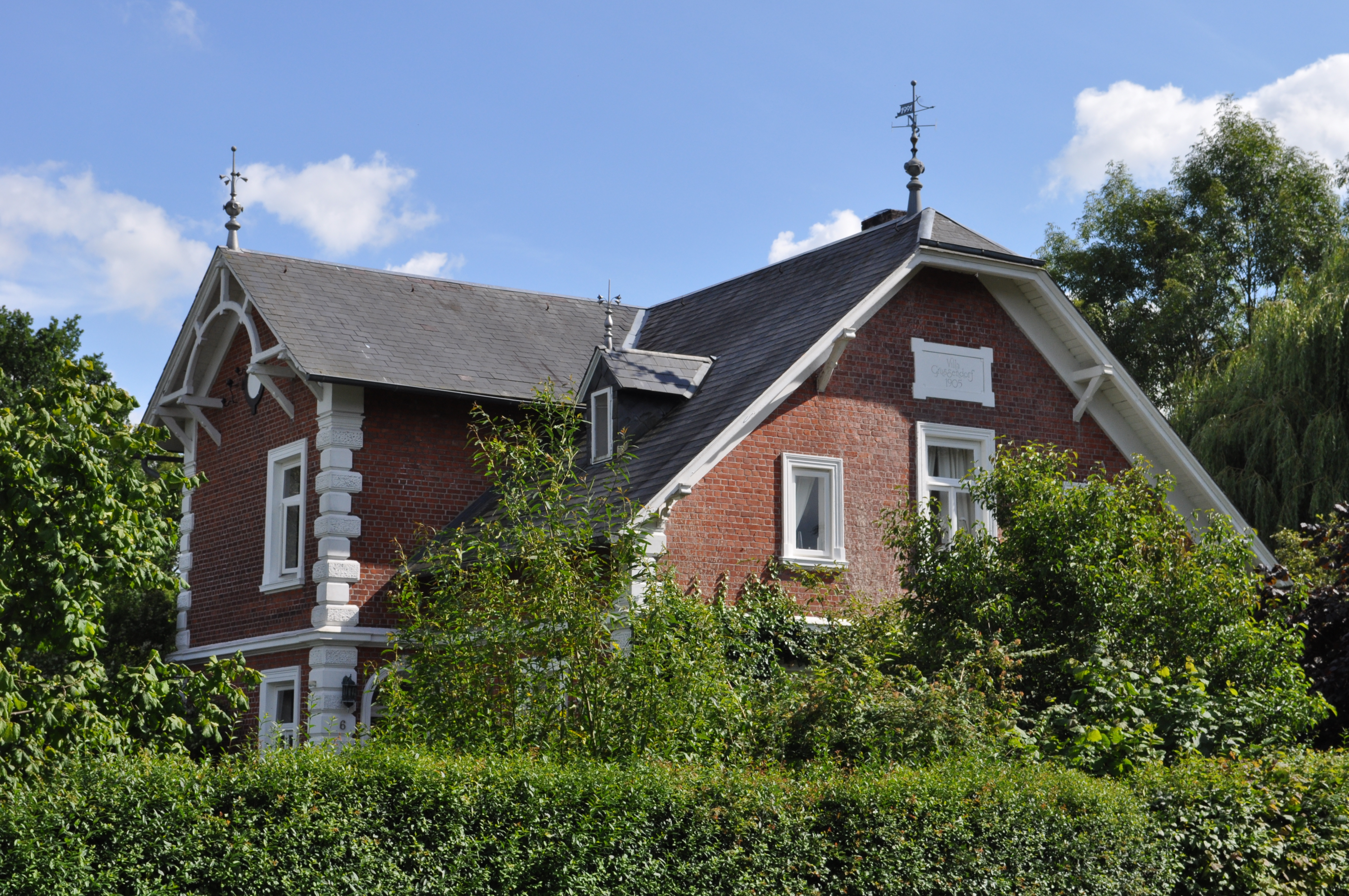
Wohnhaus Hemmer Straße 6 in Hemmoor-Warstade

Das Wohnhaus Hemmer Straße 6, die Villa Grussendorf, am Kreidesee in der niedersächsischen Kleinstadt Hemmoor-Warstade, Samtgemeinde Hemmoor, im Landkreis Cuxhaven, stammt vom Anfang des 20. Jahrhunderts.
Aktuell (2024) wird es als Wohn- und Ferienhaus genutzt.
Das Gebäude steht unter Denkmalschutz (siehe auch Liste der Baudenkmale in Hemmoor).

## Geschichte und Beschreibung
Hemmoor ging 1968 aus den sechs ehemals selbständigen Gemeinden Basbeck, Warstade, Hemm, Westersode, Hemmoor und Heeßel hervor. Das nördliche Warstade wurde 1255 erstmals erwähnt. Die Portland Cementfabrik Hemmoor wurde 1866 gegründet und 1983 geschlossen und gehörte zu den größten Industrieunternehmen im nördlichen Elbe-Weser-Dreieck. Beim Fabrikareal entstanden mehrere Villen leitender Mitarbeiter.
Das zweigeschossige traufständige historisierende Wohnhaus auf Sockel in Backstein mit Drempel und flachem Satteldach mit großen Dachüberständen, gegenüber dem ehemaligen Betriebsgelände wurde 1905 gebaut. Am straßenseitigen übergiebelten Mittelrisalit mit Krüppelwalmdach und Freigespärre sowie mit Putztafel befindet sich die Inschrift Villa Grussendorf 1905. Südwestlich steht ein polygonaler Vorbau mit Austritt im Obergeschoss. Alle Gebäudekanten sind mit quaderförmig verputzten Ecklisenen betont. Die Fensteröffnungen werden durch profilierte Putzrahmen gefasst.
Das Portland Café als Wohn- und Wirtschaftsgebäude Hemmer Straße 5 steht in der Nachbarschaft.
Das Landesdenkmalamt befand u. a.: „… mit zeittypischen Neorenaissance-Stilelementen ….“